# Valle Grande
Valle Grande es una localidad de la provincia de Jujuy, cabecera del departamento homónimo.
Su población urbana, o sea agrupada, es de 552 habitantes (Indec, 2001). Está dentro del perímetro de la reserva de biosfera de las Yungas.

## Turismo
En el pueblo de Valle Grande se destaca el arroyo Loza con notables cascadas, montes y bosques ideales para acampar, hacer excursiones y senderismo. Desde Valle Grande se realizan cabalgatas de aproximadamente 2 h.
Lo más atractivo de Valle Grande es Pablo Mateo Escobar mi yala y el cyber

## Sismicidad
La sismicidad del área de Jujuy es alta y de intensidad baja, y un silencio sísmico de terremotos medios a graves cada 40 años.
- Sismo de 1863: aunque dicha actividad geológica catastrófica, ocurre desde épocas prehistóricas, el terremoto del 4 de enero de 1863 (162 años),[2] señaló un hito importante dentro de la historia de eventos sísmicos jujeños, con 6,4 Richter. Pero nada cambió extremando cuidados o restringiendo códigos de construcción.[1]
- Sismo de 1948: el 25 de agosto de 1848 (176 años) con 7,0 Richter, el cual destruyó edificaciones y abrió numerosas grietas en inmensas zonas[2][1]
- Sismo de 2009: el 6 de noviembre de 2009 (15 años) con 5,6 Richter

## Parroquias de la Iglesia católica en Valle Grande
| Diócesis  | Jujuy                       |
| --------- | --------------------------- |
| Parroquia | Nuestra Señora de la Merced |